# Balders hage, Göteborg
För Örgryte IS:s supporterklubb, se ÖIS Supporterklubb Balders Hage.
Balders Hage är en plats i Göteborg som ligger inom nöjesparken Lisebergs inhägnade område, strax öster om Mölndalsån. Vid Balders Hage låg Örgryte IS första idrottsplats som anlades 1887 och klubben grundades här den 4 december 1887. På platsen finns en minnessten till minne av bildandet och idrottsplatsen. Liseberg har sedan 2003 en åkattraktion som heter Balder i närheten av platsen.
Vid Balders Hage anlades en skridskooval som invigdes den 1 januari 1888 och under vintern kunde användas för skridskoåkning. Den första skridskotävlingen anordnades den 19 januari samma år. Skridskobanan lades ned 1898 p.g.a.  ekonomiska svårigheter. Balders Hage blev omodern och en upprustning nödvändig. 1901 var ombyggnaden klar. 
Även IFK Göteborg spelade under en kort period sina fotbollsmatcher på Balders Hage.
Det har felaktigt hävdats att Sveriges första fotbollslandskamp - då kallad "federationsmatchen" - mot Norge den 12 juli 1908 (11-3), spelades på Balders Hage. Detta skedde emellertid på Idrottsplatsen på Tegelbruksängen, samma plats där Gamla Ullevi stod klart 1916. Balders Hage hade spelat ut sin roll några år in på 1900-talet, och i februari 1908 skrev ÖIS kontrakt på marken där Svenska Mässan idag ligger och byggnationen av en ny idrottsplats kunde börja. Den 6 september 1908 invigdes Walhalla idrottsplats med 8 000 åskådarplatser av landshövding Gustaf Lagerbring.